# Bzovik (Kraljevo)
Bzovik (szerbül: Бзовик), település Szerbiában, a Raškai körzet Kraljevoi községében.

## Népesség
- 1948-ban 341 lakosa volt.
- 1953-ban 363 lakosa volt.
- 1961-ben 381 lakosa volt.
- 1971-ben 375 lakosa volt.
- 1981-ben 327 lakosa volt.
- 1991-ben 246 lakosa volt.
- 2002-ben 205 lakosa volt, akik közül 203 szerb (99,02%), 1 ismeretlen.